# Isaac-Étienne Robinet
Isaac-Étienne Robinet (né à Saint-Jean d'Angély le 18 novembre 1731 et mort à Torxé le 8 septembre 1797) est un ecclésiastique qui fut évêque constitutionnel de la Charente-Inférieure de 1791 à 1793.

## Biographie
Isaac-Étienne Robinet est le fils de Jean-Baptiste Robinet, notaire royal et procureur au siège royal de Saint-Jean-d'Angély, premier échevin de la ville, et de Marthe Pecot.
Le diocèse de la Charente-Inférieure créé par la Constitution civile du clergé est essentiellement constitué par l'évêché de Saintes et l'évêché de la Rochelle. Les deux évêques concernés sont Pierre-Louis de La Rochefoucauld-Bayers, assassiné dans la prison des Carmes lors des massacres de Septembre et Jean Charles de Coucy, ayant refusé de prêter le serment. Isaac-Étienne Robinet, curé de Saint-Savinien depuis 1777, est élu le 27 février 1791 par 212 voix contre 157 comme évêque constitutionnel du nouveau diocèse.  
Il est sacré à Paris le 20 mars et fait son entrée à Saintes, ville choisie comme siège épiscopal le 31 mars. Il doit immédiatement faire face aux mandements des évêques légitimes et à l'hostilité du clergé réfractaire.
Les persécutions religieuses commencent et en novembre 1793 la châsse de saint Eutrope est profanée. Sur les sept églises de La Rochelle, trois sont désaffectées, la cathédrale est destinée aux foires et deux des vicaires acceptent de se marier. Malgré ce zèle  après l'abolition des cultes, il doit se démettre le 6 décembre 1793. Il se retire à Torxé chez son frère avec deux prêtres assermentés et ils s'adonnent aux travaux des champs. Il ne reprend jamais ses fonctions et y meurt en 1797.